# Massacre na Coreia
Massacre na Coreia (francês: Massacre en Corée ) é uma pintura expressionista concluída em 18 de janeiro de 1951 por Pablo Picasso . É a terceira pintura antiguerra de Picasso e retrata a cena de um massacre de um grupo de mulheres e crianças nuas por um pelotão de fuzilamento. Foi considerado como uma condenação da intervenção americana na Guerra da Coreia. A pintura está exposta no Museu Picasso em Paris.

## Contexto
Massacre na Coreia é a terceira de uma série de pinturas antiguerra criadas por Picasso. Foi precedida pelo famoso quadro Guernica, pintado em 1937, e The Charnel House, pintado de 1944 a 1945. O título da pintura se refere à eclosão da Guerra da Coreia, que havia começado no ano anterior, ainda que Picasso não aponte diretamente para um período ou local específicos dentro da composição.
Picasso sofreu com os efeitos da guerra durante toda a sua vida e isso teve um impacto direto em sua obra. Desde muito jovem, ele começou a incluir a temática da guerra em sua obra. Quando a Guerra Civil Espanhola estourou, Picasso foi profundamente afetado por ela, o que o levou a pintar Guernica em 1937. Embora Picasso não tenha participado de nenhuma guerra ou servido como soldado, ele usava sua arte para fazer declarações políticas. Ele afirmou que seu trabalho artístico era um "diário" que documentava não apenas sua vida pessoal, mas também os conflitos de sua época. A Segunda Guerra Mundial marcou um período de grande convulsão e, durante este período, Picasso viveu na Paris ocupada . Quando a França foi libertada dos nazistas, ele se decidiu a usar sua arte para declarações políticas. Sua arte do pós-guerra, portanto, exibe imagens antiguerra e símbolos de paz.

## Descrição
A pintura pode retratar um evento semelhante ao Massacre de No Gun Ri de julho de 1950, quando um número indeterminado de refugiados sul-coreanos foi massacrado por soldados americanos, ou ao Massacre de Sinchon ocorrido no mesmo ano, este um suposto assassinato em massa realizado no condado de Sinchon, Província de Hwanghae do Sul, Coreia do Norte. Massacre na Coreia mostra civis sendo mortos por forças anticomunistas. A crítica de arte Kirsten Hoving Keen diz que o quadro é "inspirado por relatos de atrocidades americanas" na Coréia. Com 1.1 m por 2.1 m, a obra é menor que Guernica, mas guarda uma semelhança conceitual e também uma veemência expressiva.
A obra de Picasso é influenciada pela pintura de Três de Maio de 1808 em Madrid, de Francisco Goya, que mostra soldados de Napoleão executando civis espanhóis sob as ordens de Joachim Murat . Mantém-se na mesma tradição iconográfica de uma obra anterior modelada a partir de Goya: a série de cinco pinturas de Édouard Manet que descreve a execução do Imperador Maximiliano, concluída entre 1867 e 1869.

Francisco Goya, Três de Maio de 1808 em Madrid, 1814, Museu do Prado

Tal como acontece com Três de Maio de 1808 de Goya, a pintura de Picasso é marcada por uma composição dicotômica, dividida em duas partes distintas. À esquerda, um grupo de mulheres e crianças nuas está de pé ao lado ao pé de uma vala comum. Vários "cavaleiros" fortemente armados estão à direita, também nus, mas equipados com "membros gigantescos e músculos rígidos semelhantes aos de gigantes pré-históricos". O pelotão de fuzilamento está rigidamente posicionado como em Goya. Na representação de Picasso, no entanto, o grupo está manifestamente desordenado - como era frequentemente aparente em seus retratos de soldados blindados em desenhos e litografias - o que pode ser interpretado como uma atitude de zombaria da idiotice da guerra. Seus capacetes são deformados e seu armamento são uma mistura de instrumentos de desde o período medieval até a era moderna; não exatamente armas nem lanças, talvez mais se assemelhem a castiçais. Além disso, nenhum dos soldados tem pênis, os objetos fálicos são as armas. Essa característica representacional é destacada pelo estado de gravidez das mulheres no lado esquerdo do painel. Muitos espectadores interpretaram que os soldados, na qualidade de destruidores de vidas, substituíram seus pênis por armas, castrando-se e privando o mundo da próxima geração de vida humana. Junto com Guernica e The Charnel House (1944–45), esta é uma das obras de Picasso que ele compôs para retratar a política de seu tempo.

## Significância e legado
O massacre na Coreia é frequentemente esquecido e ofuscado na consciência popular por Guernica . Em comparação com esta, é mais literal em sua narrativa visual do que o simbolismo fragmentário da obra mais famosa. Quando a pintura foi vista pela primeira vez, em 1951, não foi bem recebida. Isabelle Limousin, curadora da exposição, explicou que a obra foi julgada "fácil demais, legível demais para os contemporâneos do artista", mas considera-a "uma obra muito forte".
O Museu Picasso de Barcelona descreve a pintura como "uma das obras pacifistas mais importantes de Picasso em defesa dos direitos humanos, além de ideologias e facetas".
Pierre Daix, especialista em Picasso, afirmou que a pintura "entrou na grande tradição das pinturas de crueldade, uma versão do século XX do Massacre dos Inocentes ".